# Anna III di Stolberg
Anna III di Stolberg (Stolberg, 3 aprile 1565 – Quedlinburg, 12 maggio 1601) è stata una religiosa tedesca.

## Biografia
Anna era una delle figlie del conte Enrico di Stolberg (1509-1572) e di sua moglie, Elisabeth von Gleichen († 1578).
Avviata alla carriera ecclesiastica, il 24 settembre 1584 venne prescelta quale badessa dell'Abbazia di Quedlinburg e successivamente confermata in questo ruolo dall'Imperatore Rodolfo II d'Asburgo. Alla sua cerimonia d'intronazione erano presenti, oltre ai suoi parenti, anche il conte Giorgio Alberto di Stolberg e il conte Ernesto Wolfgang di Stolberg per conto del principe elettore di Sassonia.
Nelle questioni amministrative, Anna ebbe non pochi contrasti con il comune e la città di Quedlinburg oltre che con il protettore dell'Abbazia, il principe elettore di Sassonia, anche se ella predilesse sempre parteggiare per l'Imperatore.
Dopo la morte del principe elettore Augusto di Sassonia, suo figlio Cristiano divenne il nuovo patrono dell'Abbazia, sotto la tutela del duca Federico Guglielmo I di Sassonia-Weimar il quale, alla morte di Anna nel 1601 propose la propria sorella come suo successore.
Anna morì a 36 anni dopo una passeggiata nel castello, improvvisamente, di "colpo apoplettico" e venne sepolta successivamente nel cimitero dell'abbazia di Quedlinburg.